# Degania Alef
Degania Alef (in ebraico 'דְּגַנְיָה א, Dganya Alef) è un kibbutz nel nord di Israele. Situato nella giurisdizione del Consiglio Regionale di Emek HaYarden.

## Storia
Degania Alef fu il primo kibbutz fondato dagli ebrei nelle zone della Palestina che all'epoca erano sotto il governo ottomano. Fu fondato nel 1909 dalla Organizzazione sionista mondiale. Nel 1910 la terra fu consegnata ad una comune di lavoratori che vi si stabilirono nel 1911. Precedentemente la terra era appartenuta a una famiglia persiana residente a Beirut. Degania Bet fu fondata a sud nel 1920. Il 20 maggio 1948, durante le battaglie della Valle Kinarot, Degania Alef e Degania Bet respinsero un attacco siriano.
Degania Alef fu la patria di molti israeliani famosi e membri dello Yishuv. La poetessa Rachel, il "profeta del lavoro" Aaron David Gordon e Iosif Trumpeldor lavorarono tutti a Degania Alef, mentre molti altri membri iniziali di Degania Alef partirono per fondare altri kibbutzim. Gideon Baratz fu il primo bambino nato in un kibbutz, e Moshe Dayan fu il secondo, entrambi nati a Degania Alef.
Le due Degania sono situate lungo le sponde meridionali del Mar di Galilea. Tecnicamente Degania Alef è un kvutza, e non un kibbutz; la distinzione deriva dalla sua piccola estensione. Degania Alef si distingue anche per il fatto che lì i bambini non hanno mai dormito in dormitori comuni, dormendo sempre nei quartieri dei loro genitori.
Nel 2007 Degania Alef ha annunciato che stava per cominciare la privatizzazione. Invece di lavori assegnati e salario uguale fissati dagli anziani, la riorganizzazione permetterà alle persone di cercare il proprio lavoro, guadagnare il proprio salario ed avere le proprie case.